# هيو مارتن (ملحن)
هيو مارتن (بالإنجليزية: Hugh Martin)‏ هو ملحن وكاتب أغاني أمريكي، ولد في 11 أغسطس 1914 في برمنغهام في الولايات المتحدة، وتوفي في 11 مارس 2011 بسبب مرض.

## وصلات خارجية
- هيو مارتن على موقع IMDb (الإنجليزية)
- هيو مارتن على موقع ميوزك برينز (الإنجليزية)
- هيو مارتن على موقع قاعدة بيانات برودواي على الإنترنت (الإنجليزية)
- هيو مارتن على موقع أول ميوزيك (الإنجليزية)
- هيو مارتن على موقع ديسكوغز (الإنجليزية)
- هيو مارتن على موقع قاعدة بيانات الفيلم (الإنجليزية)